# ستارلنك

الشعار

ستارلنك (بالإنجليزية: Starlink)‏، كوكبة من الأقمار الاصطناعية المصنوعة بواسطة شركة سبيس إكس لتوفير خدمة الاتصال القمري بالإنترنت. ستتكون الكوكبة من آلاف الأقمار الاصطناعية الصغيرة، والمنتَجة بشكل شامل، لتعمل بالاشتراك مع أجهزة إرسال واستقبال أرضية. وتُخطط شركة سبيس إكس أيضًا لبيع بعض من هذه الأقمار الاصطناعية للأغراض العسكرية، والعلمية، والاستكشافية.
أرسلت شركة سبيس إكس 242 قمرًا اصطناعيًا بحلول شهر يناير عام 2020. وتُخطط الشركة لإرسال 60 قمرًا إضافيًا خلال كل رحلة إطلاق للصاروخ فالكون 9، والذي تتردد رحلاته بمعدل مرة كل أسبوعين منذ أواخر عام 2019. وسيصل العدد الكلي لهذه الأقمار الاصطناعية، بحلول منتصف عام 2020، إلى نحو 12000 قمر على أن يكون العدد قابلًا للزيادة حتى 42000 قمر. خُطط لدفعة الأقمار الأولى، التي يبلغ عددها 12000، أن تدور في ثلاثة أغلفة مدارية: يتكون الغلاف الأول من 1600 قمر تقريبًا على ارتفاع 550 كيلومترًا، ثم الغلاف الثاني المتكون من 2800 قمر تقريبًا للنطاق الطيفي كيه يو (Ku-band) وكي إيه (Ka-band) على ارتفاع 1150 كيلومترًا، ثم الغلاف الثالث المتكون من 7500 قمر تقريبًا للنطاق الطيفي في (V-band) على ارتفاع 340 كيلومترًا. ويمكن أن يبدأ التشغيل التجاري لهذه الخدمة في عام 2020.
أثار هذا المشروع قلقًا بسبب المخلفات الفضائية التي قد تنتج على المدى الطويل بسبب وضع الآلاف من الأقمار الاصطناعية في مدارات أعلى من 1000 كيلومتر، بالإضافة إلى تأثيرها السلبي على أبحاث علم الفلك، ولكن يُقال إن شركة سبيس إكس تحاول حل هذه المشكلة.
قُدرت التكلفة الكلية لهذا المشروع الذي استمر لمدة عقد كامل لتصميم، وبناء، وإطلاق هذه الأقمار الاصطناعية بنحو 10 مليارات دولار أمريكي، وذلك وفقًا لشركة سبيس إكس في شهر مايو عام 2018. بدأت الهندسة الإنتاجية لهذا المشروع في عام 2015 مع إطلاق أول نموذجين مبدئيين من هذه الأقمار الاصطناعية لتنفيذ عملية طيران اختباري، في شهر فبراير عام 2018. أُطلقت المجموعة الثانية من الأقمار الاختبارية، بالإضافة إلى إطلاق أول مجموعة كبيرة من الكوكبة، يوم 24 مايو عام 2019 حسب التوقيت العالمي الموحد، عند إطلاق أول 60 قمرًا عاملًا من الكوكبة. تُجرى الأبحاث المتعلقة بمشروع ستارلنك، بالإضافة إلى عمليات التطوير، والصناعة، والتحكم بالأقمار في مداراتها داخل منشأة تطوير الأقمار الصناعية لشركة سبيس إكس بمدينة ريدموند في ولاية واشنطن.

## نظرة تاريخية

### 2015 - 2017
أُعلن عن تصورات شبكة أقمار الاتصالات الصناعية التابعة لسبيس إكس في يناير 2015، مع القدرة على تصميم نظام لدعم عرض نطاق كافٍ لاستيعاب 50% من حركة شبكة ربط الاتصالات، وما يصل إلى 10% من حركة الإنترنت المحلية، في المدن ذات الكثافة السكانية العالية. قال الرئيس التنفيذي إيلون مسك إن هناك طلبًا كبيرًا لم يُلبّ لقدرات عرض النطاق العالمية منخفضة التكلفة.
أعلنت سبيس إكس عن افتتاح مرفق تطوير الأقمار الصناعية في مدينة ريدموند في يناير 2015 مع العديد من الشركاء، لتطوير وبناء شبكة اتصالات جديدة. في ذلك الوقت، خطط مكتب منطقة سياتل لتوظيف نحو 60 مهندسًا، وربما 1000 شخص بحلول عام 2018. امتدت الشركة لمساحة مُستأجرة قدرها 2800 متر مربع (30000 قدم مربع) بحلول أواخر عام 2016، وبحلول يناير 2017، افتُتحت منشأة جديدة بمساحة 3800 متر مربع (41000 قدم مربع)، كلاهما في ريدموند. في أغسطس 2018، قامت سبيس إكس بدمج جميع مشاريعها في منطقة سياتل ونقلتها إلى منشأة أكبر مكونة من ثلاثة مبان في مركز ريدموند ريدج لدعم تصنيع الأقمار الصناعية بالإضافة إلى البحث والتطوير.
في يوليو 2016، حصلت سبيس إكس على مساحة إبداعية تعادل 740 مترًا مربعًا (8000 قدم مربع) في إيرفين، كاليفورنيا (مقاطعة أورانج). أشارت قوائم وظائف سبيس إكس إلى أن مكتب إيرفين سيشمل عمليات تطوير معالجة الإشارات ودوائر الترددات الراديوية المتكاملة (آر إف آي سي) ودوائر التطبيقات المحددة المتكاملة (إيه إس آي سي) لبرنامج الأقمار الصناعية.
بحلول يناير 2016، كشفت الشركة عن خطط لإطلاق قمرين صناعيين أوليين في عام 2016، ولإطلاق كوكبة الأقمار الصناعية الأولية إلى المدار وتشغيلها بحلول عام 2020 تقريبًا. بحلول أكتوبر 2016، طورت سبيس إكس الأقمار الصناعية الأولية التي كانوا يأملون إطلاقها واختبارها في عام 2017، لكن قسم الأقمار الصناعية كان يركز على الخروج بتصميم منخفض التكلفة بما يكفي لمعدات المستخدم، ليتمكن المستخدم من استعمال النظام مقابل عملية تركيب تكلف 200 دولار أمريكي تقريبًا. بشكل عام، قالت رئيسة سبيس إكس، جوين شوتويل، في ذلك الوقت أن المشروع ما زال في «مرحلة التصميم إذ تسعى الشركة إلى معالجة المشكلات المتعلقة بتكلفة محطة الاستقبال الطرفية للمستخدم». لم يكن من المتوقع نشر الكوكبة حتى «أواخر هذا العقد أو في وقت مبكر من العقد التالي».
في نوفمبر 2016، قدمت شركة سبيس إكس طلبًا إلى هيئة الاتصالات الفيدرالية (إف سي سي) لإطلاق «نظام أقمار صناعية في مدار ليس جغرافيًا ثابتًا (إن جي إس أوه) في الخدمة الثابتة للأقمار الصناعية باستخدام نطاقي التردد كيه إيه وكيه يو».
في مارس 2017، قدمت سبيس إكس خططًا إلى إف سي سي لإطلاق 7500 «قمرًا صناعيًا يعمل بنطاق في إلى مدارات غير متزامنة مع الأرض لتوفير خدمات الاتصالات» في طيف كهرومغناطيسي لم يُستخدم سابقًا بشكل كبير في خدمات الاتصالات التجارية. ستتألف مجموعة الأقمار الصناعية المُسمى «كوكبة المدار الأرضي المنخفض جدًا (في إل إي أوه)» من 7518 قمرًا صناعيًا وستدور على ارتفاع 340 كيلومترًا فقط (210 ميل)، في حين ستعمل المجموعة الأصغر المخطط لها والمكونة من 4425 قمرًا صناعيًا في نطاقي كيه إيه وكيه يو على ارتفاع 1200 كيلومتر (750 ميل). كانت خطط سبيس إكس غير عادية من ناحيتين: كانت الشركة تعتزم استخدام نطاق غير مُستخدم من طيف الاتصالات، وكانت تعتزم استخدام نظام مداري جديد، نظام المدار الأرضي المنخفض جدًا على ارتفاع 340 كيلومتر (210 ميل) تقريبًا، حيث تكون مقاومة الغلاف الجوي مرتفعةً للغاية، ما يعني عادةً عمرًا مداريًا قصيرًا. تضمنت خطة مارس 2017 إطلاق أقمار صناعية اختبارية في نطاقي كيه إيه وكيه يو في عامي 2017 و2018، والبدء في إطلاق الكوكبة التشغيلية في عام 2019. لم يكن من المتوقع إكمال بناء كوكبة الأقمار الصناعية البالغ عددها 4440 والمُخطط إطلاقها إلى ارتفاع 1200 كيلومتر (750 ميل) حتى عام 2024. لم يُطلق أو قمرين صناعيين جرى بناؤهما، بل اختُبرا على الأرض. في هذه الحالة، جرى تأجيل موعد الإطلاق المخطط للقمرين الصناعيين النهائيين إلى عام 2018.

## النقد
قوبلت الأعداد الكبيرة للأقمار الاصطناعية المُخطط لإطلاقها بنقد واسع من المجتمع الفلكي. ادعى علماء الفلك أن أعداد الأقمار الاصطناعية المرئية من على سطح الأرض ستطغى على النجوم المرئية، وسيؤثر سطوعها المرتفع، من الناحية البصرية وفي نطاق الأطوال الموجية الراديوية، على عمليات الرصد العلمي بصورة بالغة. ولن يتمكن العلماء من تحديد أوقات معينة للرصد الفلكي تجنبًا لهذه الأقمار، إذ أنها ستغير من مداراتها ذاتيًا. أصدر كل من الاتحاد الفلكي الدولي، والمرصد الوطني لعلم الفلك الراديوي تصريحات رسمية ليعربان عن قلقهما من هذا المشروع.
أدعى ممثلو شركة سبيس إكس، بالإضافة إلى مؤسسها إيلون ماسك، أن آثار هذه الأقمار ستكون ضئيلةً جدًا. وعارض العديد من علماء الفلك هذه الادعاءات بناءً على الرصد المبدئي لكوكبة ستارلنك النسخة 0.9 خلال إطلاقها الأول، بعد انتشارها في المدار بفترة قليلة من مركبة الإطلاق. صرح ماسك لاحقًا عبر حسابه على شبكة تويتر أن شركة سبيس إكس ستعمل على خفض وضاءة هذه الأقمار الاصطناعية وستوفر وسائل لتعديل وضعية هذه الأقمار عند الطلب بما يتناسب مع التجارب العلمية الفلكية إذا استدعى الأمر.
خففت شركة سبيس إكس من القلق المتعلق بخطورة المخلفات الفضائية، على المدى الطويل، والناتجة من وضع آلاف الأقمار الاصطناعية في مدار حول الأرض من خلال خفض مدارات الأقمار المخطط لها. وسيكون من المتوقع أن تترك الأقمار الاصطناعية التالفة مدارها لتدخل الغلاف الجوي خلال بضع سنوات.

## توفر الإنترنت والموافقة التنظيمية حسب البلد

توفر ستارلينك
----
نشط
نشط بدون موافقة
تمت الموافقة عليها وبانتظار التفعيل
غير مغطى